# جولي وايس
جولي وايس (بالإنجليزية: Julie Weiss)‏ هي مصممة أزياء تقليدية أمريكية، ولدت في القرن العشرين.

## وصلات خارجية
- جولي وايس على موقع IMDb (الإنجليزية)
- جولي وايس على موقع ألو سيني (الفرنسية)
- جولي وايس على موقع أول موفي (الإنجليزية)
- جولي وايس على موقع قاعدة بيانات برودواي على الإنترنت (الإنجليزية)
- جولي وايس على موقع قاعدة بيانات الأفلام السويدية (السويدية)
- جولي وايس على موقع قاعدة بيانات الفيلم (الإنجليزية)
- جولي وايس على موقع كينوبويسك (الروسية)